# Хей, Коди
Коди Хей (англ. Cody Hay; род. 28 июля 1983, Досон-Крик) — канадский фигурист, выступавший в парном катании. В паре с Анабель Ланглуа становился чемпионом Канады (2008) и участником Олимпийских игр (2010).

## Карьера
Хей начал заниматься фигурным катанием в 1994 году. На юниорском уровне выступал с Дейлан Хоффманн, не добившись особых успехов. В 2005 году дуэт распался, после чего Хей встал в пару с Анабель Ланглуа, которая с прошлым партнёром была призёром чемпионата четырёх континентов и Канады, а также участвовала в Олимпийских играх.
В первый совместный год пара завоевала серебро на Мемориале Карла Шефера. Во втором сезоне они стали бронзовыми призёрами чемпионата Канады, а также выступили на чемпионате мира, где стали десятыми. Пара была заявлена на Гран-при России 2006, но не сумела выступить на турнире из-за утери авиакомпанией багажа с коньками Ланглуа.
В 2008 году Хей и Ланглуа стали чемпионами Канады и расположились на восьмой строчке чемпионата мира. Фигуристы полностью пропустили сезон 2008—2009 из-за серьёзной травмы у Анабель. Вернувшись на лёд, они завоевали серебро национального первенства и вошли в сборную на Олимпийских играх в Ванкувере, где заняли девятое место.
После чемпионата мира 2010 Ланглуа завершила соревновательную карьеру, а Хей некоторое время искал новую партнёршу. Но через год завершил карьеру и вместе с Ланглуа начал работать тренером по фигурному катанию.

## Личная жизнь
В мае 2012 года Хей и Ланглуа поженились. В 2013 году у них родилась дочь Миа Оливия. В 2016 году — сын Зак.

## Результаты
| Выступления с Дейлан Хоффманн |       |       |       |
| Соревнования                  | 02/03 | 03/04 | 04/05 |
| Международные среди юниоров   |       |       |       |
| Гран-при Франции              |       |       | 7     |
| Гран-при Хорватии             |       | 7     |       |
| Гран-при Болгарии             |       | 5     |       |
| Национальные среди юниоров    |       |       |       |
| Чемпионат Канады              |       | 6     | 5     |
| Национальные среди новичков   |       |       |       |
| Чемпионат Канады              | 6     |       |       |

| Выступления с Анабель Ланглуа |       |       |       |       |
| Соревнования                  | 05/06 | 06/07 | 07/08 | 09/10 |
| Международные                 |       |       |       |       |
| Олимпийские игры              |       |       |       | 9     |
| Чемпионат мира                |       | 10    | 8     | 10    |
| Четыре континента             | 6     | 7     |       |       |
| Гран-при Канады               | 4     |       | 4     | 4     |
| Nebelhorn Trophy              |       |       |       | 3     |
| Гран-при Японии               |       |       | 5     |       |
| Гран-при США                  |       | 4     |       |       |
| Мемориал Шефера               | 2     |       |       |       |
| Национальные                  |       |       |       |       |
| Чемпионат Канады              | 4     | 3     | 1     | 2     |